# Bill Cody Jr.
Bill Cody, Jr. (18 de abril de 1925 - 11 de agosto de 1989) fue un actor estadounidense.

## Primeros años
Su verdadero nombre era William Joseph Cody, Jr., y nació en Los Ángeles, California, siendo su padre, Bill Cody, una estrella cowboy del cine de género western de serie B. Ya con siete años de edad, acompañaba a su padre en una gira actuando por los Estados Unidos. Bill Cody, Jr. empezó a actuar en el cine a los nueve años de edad, haciendo sus primeros cuatro títulos junto a su padre.

## Ray Kirkwood Productions
Apareciendo en los créditos como Billy, Jr., su primera actuación para la gran pantalla fue junto a su padre en la producción de Ray Kirkwood Frontier Days, estrenada en 1934 por Spectrum Pictures, y en la que actuaba como el hermano menor del personaje femenino interpretado por Ada Ince. Su buena interpretación facilitó que Kirkwood le incluyera en futuros westerns de Cody. Fue el virtual coprotagonista junto a su padre de The Vanishing Riders, junto a Wally Wales. Cuando actuó por última vez con su padre en una producción de Spectrum, Outlaws of the Range, publicaciones como Film Daily comentaban y alababan sus dotes interpretativas."
Padre e hijo actuaron en un espectáculo western en 1935, tras lo cual Ray Kirkwood anunció planes para rodar en 1936-37 una serie de ocho filmes a interpretar por la pareja. Sin embargo, en febrero de 1936 la producción del primer título tuvo diferentes problemas tras un altercado entre Kirkwood y su patrocinador, Monarch Laboratories. En marzo se pudo finalizar el rodaje, pero no consiguió financiación para continuar con la serie, por lo que The Reckless Buckaroo fue el último papel protagonista de Bill Cody y la última ocasión en que padre e hijo pudieron trabajar juntos.

## Trabajo cinematográfico entre 1937 y 1942
En 1937, Bill Cody Jr. fue elegido para hacer un papel de importancia en un western de Monogram Pictures interpretado por Tom Keene, Romance of the Rockies, tras lo cual actuó en el corto Our Gang Follies of 1938. Posteriormente intervino en la producción de MGM Girl of the Golden West, interpretando al personaje de Nelson Eddy en su infancia.

Desafortunadamente, el trabajo de Cody, Jr. en Girl of the Golden West no le sirvió para continuar con MGM. Sin embargo, consiguió un buen papel de reparto en un serial de Universal, The Oregon Trail, con Johnny Mack Brown y Fuzzy Knight, tras lo cual hizo otros dos largometrajes con ambos actores, Desperate Trails y Badman From Red Butte. Estando en Universal, fue elegido para interpretar a Skeets Scanlon en el serial Scouts to the Rescue, y actuó en una secuencia de la película de James Stewart y Marlene Dietrich Destry Rides Again. También hizo un pequeño papel en Risky Business, de George Raft. 
Bill, Jr. participó en el film de Charles Starrett Two-Fisted Rangers, de Columbia Pictures. También actuó brevemente en otro serial de Universal, Sky Raiders, y en el western de Producers Releasing Corporation Raiders of the West.
En 1942, Bill Cody, Jr. se unió al Ejército de los Estados Unidos a fin de servir en la Segunda Guerra Mundial. Tras el armisticio no volvió a actuar, probablemente a causa de secuelas de sus experiencias bélicas.
Bill Cody, Jr., profundamente deprimido tras fallecer su esposa, con la cual llevaba casado cuarenta años, se suicidó en 1989 en Studio City (Los Ángeles), y fue enterrado en el Cementerio Forest Lawn Memorial Park de Hollywood Hills, California.